# Sân bay Badajoz
Sân bay Badajoz (tiếng Tây Ban Nha: Aeropuerto de Badajoz) (IATA: BJZ, ICAO: LEBZ) là một sân bay 13 km (8,1 mi) về phía đông của Badajoz, một thành phố ở Extremadura, Tây Ban Nha.
Sân bay có chung đường băng và tháp kiểm soát với căn cứ không quân Talavera Real (tiếngTây Ban Nha: Base Aérea de Talavera la Real), một căn cứ không quân của Lực lượng Không quân Tây Ban Nha, được đặt tên theo đô thị tự quản lân cận Talavera la Real.